# Cyclodomorphus maximus
Cyclodomorphus maximus — вид сцинкоподібних ящірок родини сцинкових (Scincidae). Ендемік Австралії.

## Поширення і екологія
Cyclodomorphus maximus мешкають на північному заході регіону Кімберлі у Західній Австралії. Вони живуть на сухих луках, серед пісковикових плато.